# Shirin Musa

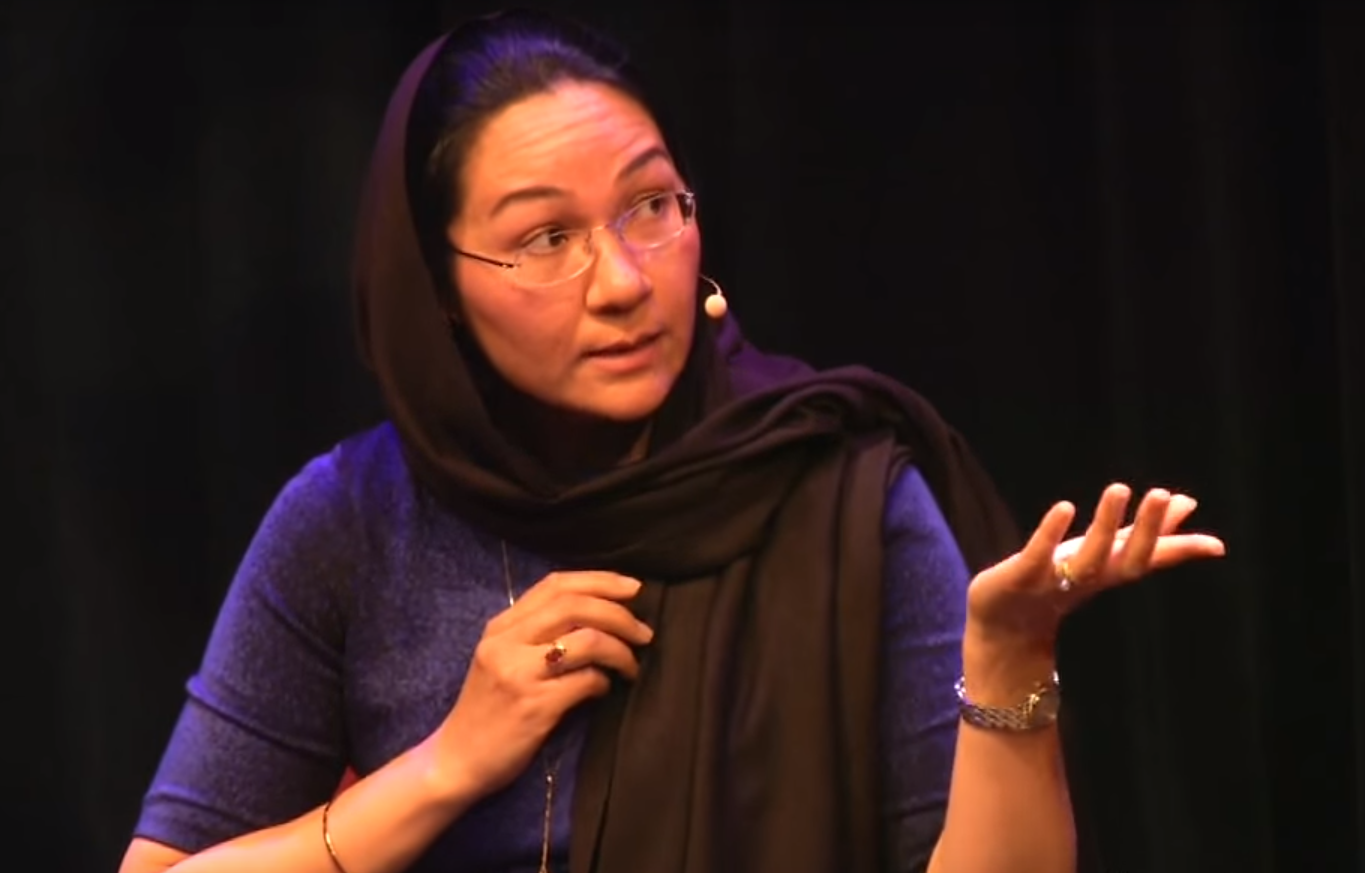
Musa em 2015

Shirin Musa é uma activista dos direitos das mulheres holandesa nascida no Paquistão e fundadora do Femmes for Freedom. Ela introduziu o conceito de cativeiro conjugal na sociedade holandesa.
Musa esteve casada com um holandês paquistanês, Walid, entre 2005 e 2010. Ela tornou-se na sua oitava esposa, o que ela descobriu somente depois de chegar à Holanda.